# Періодична точка
У математиці, в галузі ітерованих функцій і динамічних систем, періодична точка функції — це точка, до якої система повертається після певної кількості ітерацій функції або певного часу.

## Ітеровані функції
Дано відображення f із множини X у себе,
{\displaystyle f:X\to X,}
Точка x в X називається періодичною, якщо існує n таке, що
{\displaystyle \ f_{n}(x)=x}
де {\displaystyle f_{n}} є n-ою ітерацією f. Найменше натуральне число n, яке задовольняє вищезазначеному, називають простим періодом або найменшим періодом точки x. Якщо кожна точка в X є періодичною точкою з тим самим періодом n, то f називають періодичною з періодом n (не слід плутати з поняттям періодичної функції).
Якщо існують різні n і m такі, що
{\displaystyle f_{n}(x)=f_{m}(x)}
то x називають доперіодичною точкою. Усі періодичні точки є доперіодичними.
Якщо f є дифеоморфізмом диференційовного многовиду, так що похідна {\displaystyle f_{n}^{\prime }} визначена, то кажуть, що періодична точка є гіперболічною, якщо
{\displaystyle |f_{n}^{\prime }|\neq 1,}
яка є точкою притягання, якщо
{\displaystyle |f_{n}^{\prime }|<1,}
і точкою відштовхування, якщо
{\displaystyle |f_{n}^{\prime }|>1.}
Якщо розмірність стійкого многовиду періодичної точки або нерухомої точки дорівнює нулю, цю точку називають джерелом; якщо розмірність її нестійкого многовиду дорівнює нулю, її називають стоком; і якщо і стабільний, і нестабільний многовиди мають ненульову розмірність, її називають сідлом або сідловою точкою.

### Приклади
Точку періоду один називають нерухомою точкою.
Логістичне відображення{\displaystyle x_{t+1}=rx_{t}(1-x_{t}),\qquad 0\leq x_{t}\leq 1,\qquad 0\leq r\leq 4}проявляє періодичність для різних значень параметра r. Для r між 0 і 1, 0 є єдиною періодичною точкою з періодом 1 (задає послідовність 0, 0, 0, …, яка притягує всі орбіти). Для r між 1 і 3 значення 0 все ще є періодичним, але не притягує, тоді як значення (r − 1) / r — періодична точка притягання періоду 1. Якщо r більше 3, але менше 1 + √6, існує пара точок періоду 2, які разом утворюють притягальну послідовність, а також точки періоду 1 без притягання 0 і (r − 1) / r. Коли значення параметра r зростає до 4, виникають групи періодичних точок з періодом, рівним будь-якому додатному числу; для деяких значень r одна з цих повторюваних послідовностей притягальна, тоді як для інших жодна з них не притягальна (майже всі орбіти є хаотичними).

## Динамічна система
У реальній глобальній динамічній системі (R, X, Φ) з фазовим простором X і функцією еволюції Φ,
{\displaystyle \Phi :\mathbb {R} \times X\to X}
точку x в X називають періодичною з періодом T, якщо
{\displaystyle \Phi (T,x)=x\,}.
Найменше додатне T з цією властивістю називають простим періодом точки x.

### Властивості
- Якщо дано періодичну точку x з періодом T, то {\displaystyle \Phi (t,x)=\Phi (t+T,x)} для всіх t в R.
- Якщо дано періодичну точку x, то всі точки на орбіті[en] {\displaystyle \gamma _{x}}, що проходить через x, є періодичними з однаковим простим періодом.